# إيثرات ثنائي الفينيل متعدد البروم

بنية تمثيلية لمركبات إيثرات ثنائي الفينيل متعدد البروم

مركبات إيثرات ثنائي الفينيل متعدد البروم (اختصاراً PBDEs) هي مجموعة من مركبات البروم العضوية التي تعتمد في بنيتها الكيميائية على وجود نواة من ثنائي فينيل الإيثر متعددة الاستبدال بمجموعات بروميد.
كانت هذه المركبات واسعة الانتشار نظراً لاستخدامها التجاري في مجال تثبيط اللهب في عدد كبير من المركبات. إلا أنها منعت من الاستخدام اتباعاً لتوجيه الحد من المواد الخطرة، لأنها مركبات ذات استقرار كيميائي كبير، وغير متحللة حيوياً، لذللك تصنف ضمن الملوثات العضوية الثابتة.